# Weißeck
Weisseck – szczyt w grupie Radstädter Tauern, w Niskich Taurach. Leży w Austrii, w kraju związkowym Salzburg.
Jest to najwyższy szczyt tej grupy. Szczyt najłatwiej osiągnąć z pobliskiego schroniska Sticklerhütte (1752 m).